# ديناميات السوائل الفيزياء الفلكية
ديناميات السوائل الفيزياء الفلكية هو فرع جديد لعلم الفلك ضمن ميكانيكا الموائع والتي تتفق مع حركة الموائع، مثل الغازات التي تتكون منها النجوم أو أي مائع موجود في الفضاء الخارجي. الموضوع يغطي أساسيات ميكانيكا الموائع باستخدام مختلف المعادلات، تترواح من معادلة الاستمرارية، نايفير ستوكس إلى معادلة أوليفر عن الموائع الاصطدامية وغيرها. وهي دراسة شاملة للعوالم المادية للأجسام النجمية وحركتهم في الفضاء. فهم شامل لهذا الموضوع يتطلب معرفة تفصيلية لمعادلات تنظيم ميكانيكا الموائع. معظم تطبيقات ديناميات السوائل الفيزيائية الفلكية ديناميات النظم النجمية، وتراكم الأقراص، وطائرات الفيزياء الفلكية، وموائع نيوتن وديناميات موائع المجرات.

## المقدمة
ديناميات الموائع الفيزياء الفلكية تتفق مع ديناميات الموائع ومعادلاتها في حركة الموائع في الفضاء. التطبيقات مختلفة تماما عما ندرسه عادة، حيث ان كل هذا يحدث في الفراغ بأقل جاذبية أو بدون.
معظم الوسط البيننجمي غير مستقر، لكنه في حركة أسرع من الصوت تحت تأثير انفجارات (سوبر نوفا)، والرياح النجمية والحقول الإشعاعية، والحقل الجاذبي المعتمد على الوقت، نظرا لأمواج الكثافة اللولبية في القرص النجمي للمجرات. منذ أن كانت حركة فوق الصوتية تقريبا دائما ضمن موجات الصدمة، فهم يمارسون دور حاسم. المجرة أيضا تضم حقلا مغناطيسا ديناميكيا ظاهرا والتي تعني أن الديناميات تحكم من قبل المعادلات المغناطيسية الهيدروديناميات القابلة للضغط.
في حالات عدة، التوصيل الكهربائي كبير كفاية للمغناطيسية الهيدروديناميات المثلى لأفضل تقريب، لكن هذا ليس صحيحا في أقاليم تشكل النجوم حيث كثافة الغاز عالية درجة التأين منخفضة.
إحدى المشاكل المثيرة للاهتمام لتشكل النجم. المعروف أن النجوم تتشكل من الوسط البيننجمي (البين نجمي) وذلك يحدث عادة في السحب الجزيئية الضخمة مثل سديم (روزيت). كان يعرف لوقت طويل أن الغيوم البيننجمية تنهار بسبب جاذبيتها العالية إذا كانت كبيرة كفاية، لكن في الوسط البيننجمي العادي، ولكن هذا يحدث فقط إذا كانت السحابة لديها كتلة بضعة آلاف سحب شمسية، أكثر من أي نجم آخر. يجب أن يكون هناك معالجة تجزأ الغيوم إلى غيوم أصغر ذات كثافة عالية تكون كتلهم في مجموعه مساوية لمجموعة النجوم. الجاذبية الذاتية لا تقوم بذلك، لكن بان أن هناك عمليات تقوم بذلك إذا كان الضغط المغناطيسي أعلى من الضغط الحراري، كما الحال في الغيوم الجزيئية العملاقة. هذه العمليات تعتمد على تفاعل موجات المغناطيسية الهيدروديناميات مع عدم الاستقرار الحراري.موجة المغناطيسية الهيدروديناميات في وسط حيث الضغط المغناطيسي أعلى من الضغظ الحراري يمكن أن يولد مناطق كثيفة، لكنهم لا يستطيعون بأنفسهم عمل كثافة عالية كافية لتفعيل الجاذبية الذاتية. لكن الغاز في مناطق تشكل الغاز يسخن من الأشعة الكونية ويبرد من العمليات الإشعاعية. نتيجة الشبكة، غاز في حالة توازن حراري حيث موازنة التسخين مع التبريد من الممكن أن يوجد ثلاثة أطوار مختلفة عند الضغط نفسه: طور دافئ ذو كثافة منخفضة، وطور غير مستقر ذو كثافة منخفضة وطور بارد عند حرارة منخفضة. ارتفاع في الضغط، بسبب (سوبرنوفا) أو أمواج كتلية لولبية، تستطيع أن تعكس الغاز من الطور الدافئ على الطور غير المستقر، وموجة مغناطيسية الهيدروديناميات تستطيع بعدها إنتاج شظايا كثيفة ذات جذب ذاتي عال، كاف لهم للانهيار من النجوم.
في هذه العملية يمكننا دراسة ديناميات الغاز الكوني وفهم تشكل النجوم. هذا مثال واحد. حتى المغناطيسية الهيدروديناميات لها قواعدها لأساسيات ديناميات الموائع الفيزياء الفلكية.
مفاهيم بسيطة

## مفاهيم ديناميات الموائع
معادلات ديناميات الموائع هي أدوات لتطوير فهم للظواهر في ديناميات السوائل الفيزيائية الفلكية. المعادلات الهامة مع تطبيقاتها كما هو مذكور أدناه.

## حفظ الكتلة
معادله الاستمرارية تطبق مبدا الحفاظ علي الكتلة لتدفق الموائع. اعتبار تدفق الموائع من خلال خزان حجم ثابت ذو مدخل واحد ومنفذ واحد كما هو موضح أدناه.
إذا كان التدفق ثابتا أي تراكم السوائل داخل الخزان، ثم معدل تدفق السوائل عند الدخول يجب ان يكون مساويا لمعدل تدفق السوائل عند الخروج للحفاظ علي الكتلة. إذا، عند الدخول (أو الخروج) وجود منطقه مقطعيه a (m2)، قطع السائل تسافر مسافة dL في الوقت dt ، ثم يتم إعطاء معدل تدفق الصوت (v ، m3/s) من قبل: v = (dl)/∆ t ولكن منذ dL/∆ t هو سرعه السائل (v, m/s)يمكننا ان نكتب: Q = V x A
ويعطي معدل التدفق الكتلي (m, kg/s) من خلال الناتج من معدل تدفق الكثافة والحجم i.e m = ρ.Q = ρ .V.A
بين نقطتين لتدفق الموائع وحفظ الكتلة يمكن ان نكتب m1=m2
أو ρ1 V1 A1 = ρ2 V2 A2
ولكن، يجب علينا تطبيق هذه النظرية لديناميات الموائع (الفيزيائية الفلكية) في نظام تدفق أسرع من الصوت والتي سوف تتطلب منا النظر في حاله تدفق قابلة للضغط حيث الكثافة ليست ثابته.
تطبيق لديناميات السوائل في الفيزياء الفلكية هو نجوم النيوترون، والتي هي بقايا النجوم القديمة التي وصلت إلى نهاية رحلتهم التطورية من خلال الفضاء والوقت.
هذه الأشياء المثيرة للاهتمام ولدت من نجوم كانت قديما كبيرة والتي نمت إلى أربعه إلى ثمانية أضعاف حجم الشمس الخاصة بنا قبل ان تنفجر إلى (سوبرنوفا) كارثية. وبعد أن يفجر هذا الانفجار الطبقات الخارجية لنجم في الفضاء، تبقى النواة، ولكنها لم تعد تنتج الانصهار النووي. وبدون أي ضغط خارجي من الانصهار إلى ثقل السحب الداخلية للجاذبية، فان النجم يكثف وينهار علي نفسه.
علي الرغم من أقطارها الصغيرة-حوالي 12.5 ميلا (20 كيلومترا)-تباهي نجوم النيوترونات بحوالي 1.5 مره من كتله شمسنا، فهي كثيفه تماما. فقط مكعب سكر من مسألة نجم النيوترون تزن حوالي 100,000,000 طن على الأرض.
كثافة نجم النيوترون غير المفهومة تجعل البروتونات والكترونات تمزج لنيوترون. العملية التي تعطي مثل هذه النجوم اسمهم، تكوين النوى الخاصة بهم غير معروف، ولكنها قد تتكون من النيوترون فائق السيولة أو حالة ما غير معروفه المادة.
تحزم نجوم النيوترونات سحب جاذبية قوية جدا، أكبر بكثير من الأرض. قوه الجاذبية هذه مثيره للإعجاب بسبب صغر حجم النجوم.
عندما تتشكل، تدور نجوم النيوترون في الفضاء. كما انها ضغط ويتقلص، وهذا الدوران يسرع بسبب الحفاظ علي الزخم الزاوي-نفس المبدأ الذي يسبب متزلج الغزل لتسريع عندما تسحب في ذراعيها.
هذه النجوم تبطئ تدريجيا على الحول، ولكن تلك الهيئات التي لا تزال تدور بسرعة قد تنبعث منها الإشعاع، الذي من الأرض قد يبدو انه وميض يضيء ويطفئ أثناء دوران الشمس، مثل شعاع من الضوء من المنارة. هذا المظهر  «النبض» يعطي بعض نجوم النيوترون اسم النابض.
بعد الدوران لعدة ملايين من السنوات يتم استنزاف النوابض من طاقتها وتصبح نجوم النيوترون العادي. القليل من نجوم النيترون الموجودة هي «النابض». ومن المعروف انه لا يوجد سوي حوالي 1,000 من النابض، على الرغم من أنه قد يكون هناك مئات الملايين من نجوم النيوترونات القديمة في المجرة.
قد تكون الضغوط المذهلة الموجودة في قلب نجوم النيوترون مثل تلك التي كانت موجودة في وقت الانفجار الكبير، ولكن لا يمكن محاكاة هذه الحالات على الأرض.
معادلات الجيوديسيه المادية لفريق التطوير البيئي (estakhr)
يبدو معادلات فريق التقييم البيئي يلعب الدور الأكثر اهميه في هذا الفرع الجديد من علم الفلك. وقد أدخلت هذه المعادلة لأول مره من قبل الجمعية الفيزيائية الأمريكية في 2013. يتم تطوير معادلات estakhr المواد الجيوديسيه نموذجا لمعادلات نافيير-ستوكس في مصطلح مظلة، وهي إصدار نسبي المعادلات، وهذا هو السبب انها مهمة جدا.